# Pleurosoma gracilis
Pleurosoma gracilis är en fjärilsart som beskrevs av Klages 1906. Pleurosoma gracilis ingår i släktet Pleurosoma och familjen björnspinnare. Inga underarter finns listade i Catalogue of Life.